# Associação Atlética São Caetano
A Associação Atlética São Caetano, é um clube poliesportivo, recreativo e social brasileiro com sede no bairro Cerâmica de São Caetano do Sul (SP) fundado em 29 de novembro de 2010.

## História
O clube foi fundado em 2010, o departamento feminino de handebol disputava o Campeonato Paulista de Handebol de 2016,  e o voleibol  que também em 2016 disputava a Superliga Brasileira A 2016-17 e juntamente com o Dentil/Praia Clube disputaram por esta competição uma partida na cidade de Manaus, na Arena Poliesportiva Amadeu Teixeira, que pela primeira vez recebeu uma partida da elite do voleibol nacionale  além do taekwondo , faziam parte dos departamentos do clube em 2017e em 2022 estreava com o basquetebol no Campeonato Paulista da Primeira Divisão.
Na temporada 2020-21 recebeu convite da CBV para participar da Superliga Brasileira, modalidade com elencos nas categorias Sub-13 a Sub-19, e o clube coordena o projeto do vôlei feminino da Prefeitura de São Caetano do Sul e em 2022 o elenco adulto conquistou o título da Superliga Brasileira - Série B

## Títulos e resultados
- Superliga Brasileira de Voleibol - Série B de 2022